# Старий і сонце
«Старий і сонце» — радянський кіноальманах у трьох новелах 1981 року, знятий режисерами Араїком Вауні, Арою Агароняном і Ванцетті Данієляном на кіностудії «Вірменфільм».

## Сюжет

### «Маленька історія любові»
Дванадцятирічний хлопчик закоханий у свою однокласницю, а вона захоплюється молодим працівником тиру, який вміє влучним пострілом гасити свічки.

### «Сон»
Про один день самотньої молодої жінки, для якої життя є сон, а сон є життя.

### «Старий і сонце»
У спогадах літнього героя фільму – водія машини для сміття, оживають картини військового минулого, звідки до нього ніби повертається загиблий син.

## У ролях
- Арташес Арзуманян — головна роль
- Наїра Гамбарян — головна роль
- Ованес Авакян — головна роль
- Грант Манвелян — роль другого плану
- Р. Хачикян — роль другого плану
- Л. Севоян — роль другого плану
- Едуард Багдасарян — роль другого плану
- Ашот Адамян — завідуючий тиром
- Азат Гаспарян — вчитель
- Анна Топчян — дівчинка
- Артем Мартиросян — хлопчик
- Айкануш Єремян — роль другого плану
- Роман Авінян — роль другого плану
- Р. Давтян — роль другого плану
- Анаїда Агаджанян — роль другого плану

## Знімальна група
- Режисери — Араїк Вауні, Ара Агаронян, Ванцетті Данієлян
- Сценаристи — Араїк Вауні, Перч Зейтунцян, Сурен Саруханян, Давид Мурадян, Абгар Мнацаканян
- Оператори — Армен Міракян, Артем Мелкумян, Мартин Шахбазян
- Композитори — Емма Мігранян, Арам Сатунц, Армен Смбатян
- Художники — Олександр Шакарян, Рашит Сафіуллін, Рафаель Бабаян